# 素那
素那（韓語：소나，7世纪—675年），一作金川，朝鲜半岛新罗国白城郡蛇山人。
素那之父沈那，又叫煌川，膂力過人，身輕敏捷。蛇山與百濟接近，所以经常互相攻击。沈那每次出戰，所向無敌。仁平年间，白城郡出兵，攻掠百濟邊邑，百濟出精兵急切进擊，新罗士卒亂退。沈那站在那里拔出劒来，怒目大声喝叱，斬殺數十人，百濟人害怕不敢前来，于是引兵退走。百濟人指着沈那说：“新羅飛將。”于是相互说：“沈那还活着，不要靠近白城。”
素那雄豪有父風。百濟滅亡後，漢州都督都儒公請国王派素那到阿達城，防御北鄙。上元二年（675年），阿達城太守級湌漢宣，让百姓以某日一齊出城種麻，不得違令。唐朝李谨行属下的靺鞨间諜者探知，回去告诉酋長。当天，百姓都出城在田，靺鞨率师入城，剽掠老幼狼狽，不知所爲。素那奮刀大呼曰：“爾等知道新羅有沈那之子素那吗？我不怕死偷生，想要斗勇的怎么不來？”于是憤怒突击，靺鞨军不敢逼近，只是射箭。素那也射箭，飛矢如蜂，自辰时至酉时，素那中箭像刺猬一样，倒地身死。
素那之妻是加林郡良家女子。开始素那因为阿達城靠近敵國，自己独行，留妻子在家。郡人听说素那战死，去吊唁，其妻哭着说曰：“我丈夫常说：‘大丈夫应當兵战死，豈能臥在牀席，死在家人之手！’他平时之言如此，现在可以说死如其志。”文武王金法敏听说後，哭着说：“父子勇於國事，可以说是世濟忠義了。”贈官迎湌。